# Abies bracteata
Sapin de Santa Lucia, Sapin bractifère
Espèce
Classification phylogénétique
Statut de conservation UICN

 NT  : Quasi menacé
Abies bracteata est une espèce d'arbre de la famille des Pinacées ; en français il est appelé Sapin bractéifère ou Sapin de Santa Lucia. Il ne pousse à l'état naturel que sur les pentes des Santa Lucia Mountains, dans le sud-ouest de la Californie.

## Description
Hauteur max : 60 m. Port pyramidal et cime étroite. Rameaux pendants garnis de longues feuilles falciformes et piquantes, d'un vert sombre dessus, avec deux dandelettes blanches dessous. Bourgeons secs, fusiformes, aigus, brun jaunâtre. Cônes ovoïdes, trapus, de 7  à   10 cm de long pour 5  à   7 cm de large. Bractées longuement saillantes et épineuses. Jeunes rameaux glabres, jaune verdâtre. Rhytidome fissuré en plaques irrégulières, gris clair, adhérentes au tronc.

## Biologie et acclimatation
Cette espèce est sensible aux gelées tardives, ainsi qu'aux hivers très rigoureux (−15 °C). Elle préfère les régions méridionales et océaniques et la pleine lumière. Multiplication par graines.

### Intérêts
Arbres de parcs.